# Kiewry
Kiewry (niem. Käbers) – osada w Polsce położona w województwie warmińsko-mazurskim, w powiecie olsztyńskim, w gminie Świątki, w sołectwie Kalisty.
Według podziału administracyjnego Polski obowiązującego w latach 1975–1998 miejscowość należała do województwa olsztyńskiego. Przez wieś przebiega droga wojewódzka nr 530.
Pierwsze wzmianki o miejscowości pochodzą 1348 roku. Była to wówczas wieś pruska i zajmowała 10 włók. Początkowo osada nazywała się Kewern. W 1782 roku w miejscowości było siedem domów, a w roku 1858 sześć, w których mieszkało 48 osób. W latach 1937–39 Kiewry liczyły 55 mieszkańców.